# Publius Servilius Isauricus
Publius Servilius Isauricus war ein römischer Politiker am Ende der Republik.
Publius Servilius Isauricus war der Sohn des Publius Servilius Vatia. Er wurde um das Jahr 94 v. Chr. geboren. Seine Frau Iunia war möglicherweise die älteste Tochter von Decimus Iunius Silanus und Servilia Caepionis und damit die Halbschwester des Caesarmörders Brutus und eine Nichte des jüngeren Cato.
Mit Letzterem setzte Isauricus sich als Quästor (wohl im Jahr 61 v. Chr.) für die freien Städte ein. Auch als er im Jahr 54 v. Chr. Prätor war, unterstützte er die Politik seines Kollegen Cato. 49 v. Chr. wechselte er jedoch ins Lager Gaius Iulius Caesars, der ihn mit dem Konsulat des folgenden Jahres an seiner Seite belohnte. In dieser Funktion fungierte er als Stellvertreter Caesars in Rom. Weil er sich dort bewährt hatte, wurde er in den Jahren 46–44 v. Chr. als Prokonsul in die Provinz Asia geschickt. Nachdem Caesar 44 v. Chr. ermordet worden war, setzte sich Servilius Isauricus für dessen Erben Octavian ein und stellte sich gegen Marcus Antonius. Die Verlobung mit seiner Tochter Servilia löste Octavian dann aber schnell wieder, um nach der Versöhnung mit Marcus Antonius dessen Stieftochter Claudia zu heiraten. Servilius Isauricus wurde jedoch für seine Treue im Jahr 41 v. Chr. erneut mit dem Konsulat belohnt, nun an der Seite von Marcus Antonius’ Bruder Lucius Antonius. Nach diesem Konsulat verliert sich Isauricus’ Spur in den antiken Quellen. Seit spätestens 46 v. Chr. war Servilius Isauricus Augur.